# Adoncholaimus papillatus
Adoncholaimus papillatus är en rundmaskart som beskrevs av Hans August Kreis 1932. Adoncholaimus papillatus ingår i släktet Adoncholaimus och familjen Oncholaimidae. Inga underarter finns listade i Catalogue of Life.